# Хітриков Василь Пимонович
Василь Пимонович Хі́триков (нар. 12 січня 1922, Катеринослав — пом. 24 вересня 1987, Київ) — український радянський живописець; заслужений художник УРСР з 1972 року, народний художник УРСР з 1977 року.

## Біографія
Народився 12 січня 1922 року в місті Катеринославі (нині Дніпро). У 1950 році закінчив у Київський художній інститут, де навчався у А. Петрицького та К. Єлеви.

Могила Василя Хітрикова

Жив у Києві. Помер 24 вересня 1987 року. Похований на Байковому кладовищі (ділянка № 52).

## Твори
- «В. І. Ленін на ІІІ з'їзді комсомолу» (1952);
- «Бесіда з Іллічем» (1957);
- «Ленінський призов» (1960);
- «У рідній хаті» (1964);
- серія портретів «Наш сучасник» (1968–1969);
- «Творчість» (1970);
- «Ливарники» (1972);
- «З Іллічем» (1975);
- «Ми — мирні люди» (1977) та інші.